# Ein Mann gibt Auskunft

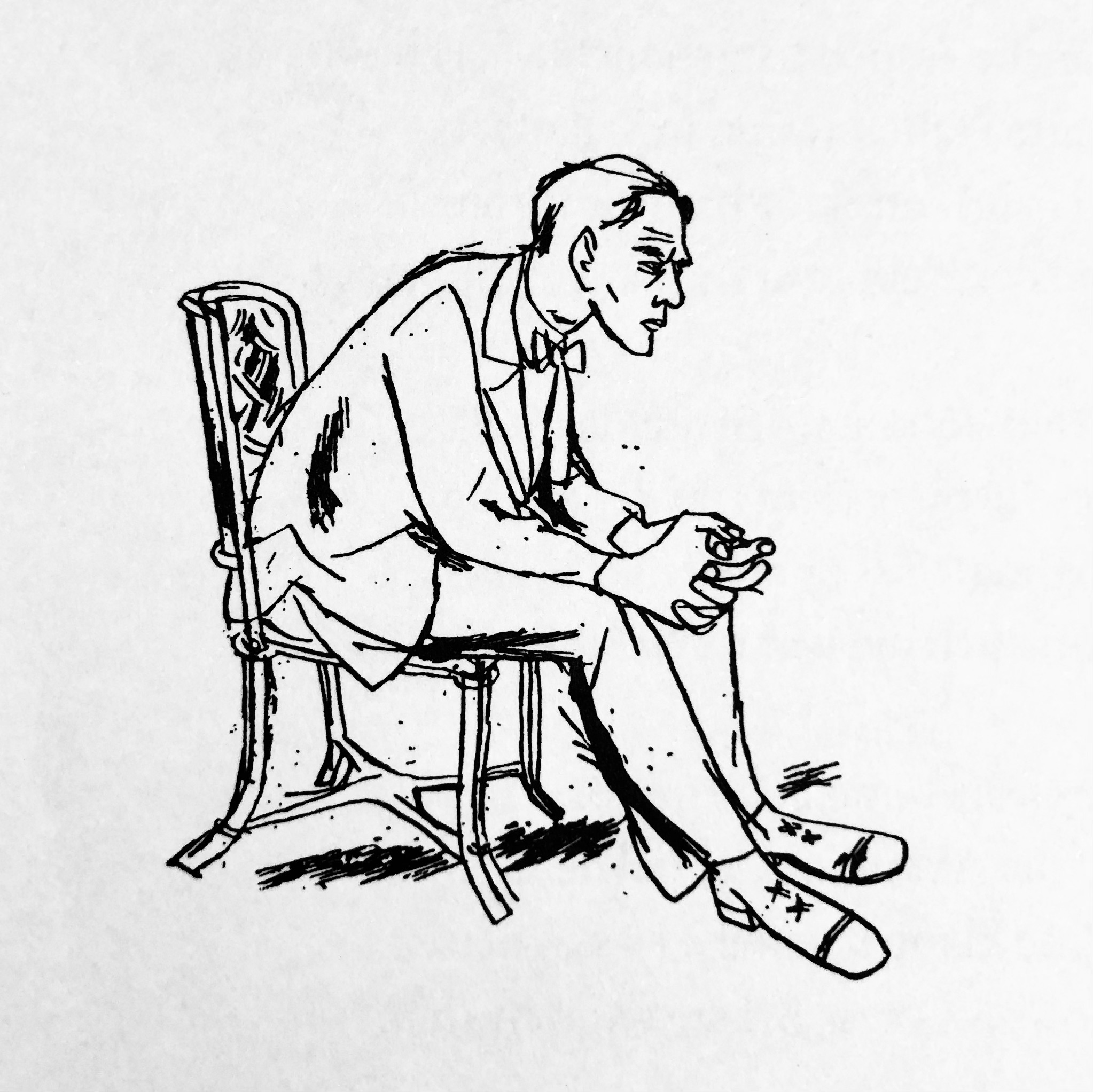
Vignette für das Gedicht Ein Mann gibt Auskunft (Erich Ohser, 1930)

Ein Mann gibt Auskunft ist ein Gedichtband von Erich Kästner. Er erschien im September 1930 in der Deutschen Verlags-Anstalt mit Illustrationen von Erich Ohser.

## Entstehung
Die beiden ersten Gedichtbände von Erich Kästner waren im Mai 1930 in der Deutschen Verlags-Anstalt (DVA) neu aufgelegt worden, weil der bisherige Verleger Curt Weller seinen unrentablen Verlag aufgeben musste und die Leitung des Lektorats in der DVA übernahm. Erich Kästner war mit diesen beiden Lyrikbänden zu einem vielbeachteten Dichter der deutschsprachigen Literaturszene aufgestiegen und seine Gedichte fanden Aufnahme in vier Sammelbänden. Erich Kästner hatte seit Lärm im Spiegel etwa 150 neue Gedichte verfasst, wovon er 48 für diesen dritten Lyrikband auswählte. Bis auf drei Gedichte waren fast alle zuvor schon erschienen, davon dreizehn in der Weltbühne, neun in der Vossischen Zeitung und acht im Simplicissimus. Auf welch großes Interesse die Gedichte beim Erscheinen von Ein Mann gibt Auskunft stießen, erkennt man am Umschlag des Werks Deutsche Literatur der Gegenwart von 1930, das Kästners Porträt aus dem Verlagsprospekt des dritten Lyrikbands zeigte.

## Inhalt
Wie schon im Buchcover von Erich Ohser dargestellt, geht es in den Gedichten um einen Menschen, der Geschichten aus seinem gebrochenen Herzen vorträgt. Ein Mann gibt Auskunft, der Titel des Buchs, ist auch gleichzeitig der Titel eines der bekanntesten Gedichte. Das Gedicht ist ein melancholisches Selbstgespräch eines erschöpften, müden Mannes, der ohne Illusionen und schonungslos offen seine gescheiterte Beziehung beschreibt. Dieses Thema, problematische Partnerschaften, findet sich noch in vielen weiteren Gedichten des Bandes. Wie schon bei den beiden zuvor erschienen Lyrikbänden finden sich auch hier Bezüge zum Privatleben Erich Kästners, dessen zahlreiche Beziehungen mit Frauen regelmäßig scheiterten. Autobiographisches findet sich auch im Gedicht Primaner in Unform, in dem an die im Krieg gefallenen Klassenkameraden erinnert wird oder bei Stiller Besuch, wo die Mutter an den Vater schreibt. Ein Text hat sogar den Namen des Autors im Titel: Und wo bleibt das Positive, Herr Kästner? Dies findet Remo Hug „eine durchaus berechtigte Frage“.
Die ernsten Gedichte verbreiten Tristesse und Hoffnungslosigkeit. Im Gegensatz zu Herz auf Taille und Lärm im Spiegel sind hier keine Kinder- und Unsinnsgedichte mehr enthalten. Das Gleiche gilt für weniger schwer verdauliche Gedichte, wie Prima Wetter, Geizhals im Regen oder Fauler Zauber. Die tiefe Traurigkeit dieses Bandes zeigt sich schon im ersten Gedicht, das mit einem Suizid endet. Etwas ironisch abgeschwächt wiederholt sich das Thema Freitod im Gedicht Selbstmord im Freibad, dramatisch verstärkt erscheint es bei Saldo mortale und bei Weihnachtsfest im Freien nehmen sich mehrere das Leben durch Erhängen. Kästner hat noch weitere Male den Tod zum Thema gemacht, so bei Gedanken beim Überfahrenwerden, Maskenball im Hochgebirge und sehr dramatisch beim Massentod in Das letzte Kapitel, das letzte Gedichte und der Schluss des Bandes.
Das Großstadtleben mit seiner Einsamkeit und seiner überall sichtbaren Armut findet sich in vielen Gedichten. Ebenfalls behandelt Kästner Themen von verschiedenen Formen von Menschenhass und verspottet die Eitelkeit besonders mode- und karrierebewusster Mitmenschen. Dagegen setzt er in Ankündigung einer Chansonette – eine Hommage an die Kabarettistin Annemarie Hase – diese Zeilen: „Sie ist nicht sehr schön. Doch es kommt nicht drauf an. Ohne Schönheit geht's auch.
Sie ist eine Frau. Und steht ihren Mann. […] Das Herz tut ihr manchmal beim Singen weh. Denn sie singt nicht nur mit dem Mund.“
Die Trägheit der Massen und Blasiertheit der älteren Generation findet sich in Festlied für Skat-Turniere und Mißtrauensvotum. In zwei Gedichten (Patriotisches Bettgespräch, Die andre Möglichkeit) werden politische Themen aufgegriffen. Kästner thematisiert hier die Vorstellungen nationaler Kreise zur Geburtenrate und den verlorenen Krieg („Wenn wir den Krieg gewonnen hätten – zum Glück gewannen wir ihn nicht!“).

## Form
Der Gedichtband Ein Mann gibt Auskunft orientierte sich bei der Gestaltung an den Ausgaben der beiden Vorgängerbände. Es gab eine Ausgabe in goldgeprägtem schwarzem Ganzleinen und eine einfachere Ausgabe. Die zehn Illustrationen kamen wie schon bei Herz in Taille von Erich Ohser. Erstmals wurde der Text in einer moderneren Schrift ohne Serifen gestaltet. Das Buchcover ist in Rot, Schwarz und Blau gehalten und zeigt einen Mann, der in seinem gebrochenen Herzen wie in einem Buch liest. Hinter dem Mann ist der Oberkörper eine Schaufensterpuppe, eine Blume und ein Telefon zu erkennen, vor ihm eine Petroleumlampe. Der Name des Autors und der Titel sind in Kurrentschrift.
Wie bei Kästner üblich, sind die Gedichte klassisch in Strophen gegliedert und gereimt. Diese traditionellen Formen sind jedoch geschickt verfremdet. Meist sind die Gedichte zwischen 20 und 37 Zeilen, nur sechs sind kürzer oder länger. Während gut die Hälfte der Gedichte fünfhebige Verse verwendet, gibt es auch einige mit verschiedener Hebungszahl. Die Versfüllung geschieht meist mit Jambus, ein Fünftel sind unregelmäßig gefüllt, Daktylen sind selten. Die Versausgänge sind alternierend klingend und stumpf, nur in sechs enden alle Verse stumpf, in einem Fall alle klingend (Ansprache an Millionäre).
Bei den vierzeiligen Gedichten findet sich am häufigsten der Kreuzreim (abab), in sieben Fällen der umarmende Reim (abba) und nur eine einzige Strophe (Misanthropologie) ist als Paarreim (aabb) ausgeführt. Die Fünfzeiler sind normalerweise als (abaab) gereimt, dreimal jedoch als (abbab) und einmal als (aabab). Die Sechszeiler sind im Schweifreim (aabccb), der eine Siebenzeiler erscheint als (abbabba) und der Achtzeiler als Stanze (abababcc). Bei den Reimen auffällig ist, dass Erich Kästner oft in Gedichten unübliche Fremdwörter verwendet. Die Gedichte sind aufgrund ihrer Musikalität gut als Gesang vorzutragen und durch ihre Rhythmen sehr gut auswendig zu lernen. Nie sind sie monoton und nicht selten als Zitate geeignet.
Die Gedichte sind stark vom Journalismus Erich Kästners geprägt. Der Titel erinnert an Schlagzeilen und die Gedichte enden unter Verwendung verschiedener Sprachschichten, die vielen Kontraste und derben Wortspiele oft mit eingängigen Pointen. Während sich Kästner metrisch nahe am traditionellen Rahmen bewegt, verzichtet er völlig auf den zur Entstehungszeit üblichen pathetischen Schreibstil, sondern schafft mit seiner Sprache eine „Atmosphäre großstädtische Gegenwart“. Typisch für die Gedichte ist die dritte Person und die persönlichen Texte (Traum, Brief) sind regelhaft, um das Kollektive und Allgemeine zu verstärken. Auch in diesem Band finden sich unter vielen Gedichten Anmerkungen, die den Texten eine ironische Note geben.

## Rezeption
Dieser dritte Lyrikband von Erich Kästner war ein großer Erfolg. Die erste Auflage wurde von 3000 auf 4000 erhöht, doch schon nach einem Monat erfolgte die zweite Auflage, im Januar 1931 die dritte, jeweils mit 3000 Exemplaren. Bis Ende 1932 war siebte Auflage mit zusammen 20.000 Exemplaren erschienen. In den zahlreichen Besprechungen der Feuilletons war der Tenor meist „wohlwollend, mitunter hymnisch“. Hans Fallada war voll des Lobs und meinte begeistert: „[…] dieser Lyriker hat es fertig gebracht, Lyrik in Deutschland wieder populär zu machen. […] nichts fließt auseinander, wird breiig, könnte auch anders herumlaufen. So, so, so muß es sein. So, wie ich es geschrieben habe, ist es die beste Form, nein, die einzige“ Es gab aber auch andere Stimmen: Kurt Tucholsky erscheinen die Gedichte etwas zu wenig abwechslungsreich, auch wenn die Gedichte formal besser seien als frühere Werke Kästners. Bekannt ist die Polemik von Walter Benjamin, der Erich Kästner hier persönlich angreift und über ihn – ohne auf die Gedichte einzugehen – ein vernichtendes Urteil fällt: „nutzlos und nichts als Pose, reine Routine“.
Die beiden politischen Gedichte, Patriotisches Bettgespräch und Die andre Möglichkeit waren schon zuvor im Jahr 1929 erschienen und hatten zu heftigen Angriffen von Zeitungen wie dem NSDAP-gelenkten Der Angriff geführt. Die erste und letzte Strophe von Die andre Möglichkeit wurden von national-konservativen und völkischen Zeitungen abgedruckt und auf schärfste verurteilt. Diese Proteste veranlassten den Verlagsdirektor schließlich, das Gedicht Die andre Möglichkeit ab der fünften Auflage durch das harmlose Herbst auf der ganzen Linie zu ersetzen.
Der Gedichtband war ab 1933 auf den Listen der verbotenen Bücher und erschien – abgesehen von einem unautorisierten Nachdruck 1944 in New York – erst wieder 1960 als Nachdruck im Atrium-Verlag. Bis zum Jahr 2023 erlebte der Gedichtband insgesamt 28 Auflagen.

## Gedichte
- Kurt Schmidt, statt einer Ballade
- Wohltätigkeit
- Die andre Möglichkeit
- Misstrauensvotum
- Ein gutes Mädchen träumt
- Monolog mit verteilten Rollen
- Der Busen marschiert
- Ragout fin de siècle
- Verzweiflung Nr. 1
- Familiäre Stanzen
- Prima Wetter
- Ein Mann gibt Auskunft
- Maskenball im Hochgebirge
- Ansprache an Millionäre
- Er weiß nicht, ob er sie liebt
- Kurzgefasster Lebenslauf
- Patriotisches Bettgespräch
- Gedanken beim Überfahrenwerden
- Primaner in Uniform
- Sogenannte Klassefrauen
- Vorstadtstraßen
- Eine Frau spricht im Schlaf
- Ankündigung einer Chansonette
- Festlied für Skat-Turniere
- Stiller Besuch
- Misanthropologie
- In der Seitenstraße
- Besuch vom Lande
- Selbstmord im Familienbad
- Der Geizhals geht im Regen
- Belauschte Allegorie
- Schicksal eines stilisierten Negers
- Saldo mortale
- Karriere?
- Nächtliches Rezept für Städter
- Weinchmachtsfest im Freien
- Ein Buchhalter schreibt seiner Mutter
- Gewisse Ehepaare
- Fauler Zauber
- Dem Revolutionär Jesus zum Geburtstag
- Höhere Töchter im Gespräch
- Gefährliches Lokal
- Genesis der Niedertracht
- Konferenz am Jugendzeit
- Die unverstandene Frau
- Und wo bleibt das Positive, Herr Kästner?
- Das letzte Kapitel

## Ausgaben (Auswahl)
- Erich Kästner: Ein Mann gibt Auskunft, Deutsche Verlags Anstalt, Stuttgart 1930. (Mit Vignetten von Erich Ohser)
- Erich Kästner: Ein Mann gibt Auskunft, Atrium Verlag, Zürich. (Illustrator: Erich Ohser, Christian Ohser)

## Sekundärliteratur
- Stefan Nauhaus (Hg.): Kästner-Handbuch: Leben – Werk – Wirkung, Springer Verlag, Berlin 2023, ISBN 978-3-662-67226-6
- Sven Hanuschek: Erich Kästner, 4. Aufl., Rowohlt, Reinbek bei Hamburg 2018, ISBN 978-3-499-50640-6
- Sven Hanuschek: Keiner blickt dir hinter das Gesicht. Das Leben Erich Kästners. Carl Hanser Verlag, München 2024, ISBN 978-3-446-27987-2